# Питагора, Паола
Паола Питагора (итал. Paola Pitagora; род. 24 августа 1941[…], Парма, Эмилия-Романья) — итальянская актриса

.

## Биография
Родилась 24 августа 1941 года. Настоящая фамилия актрисы — Гаргалони (итал. Gargaloni).
Паола Питагора изучала актёрское мастерство в Экспериментальном центре кинематографии в Риме и в актёрской школе Алессандро Ферсена. Свою карьеру начала на ТВ, была ведущей и участницей шоу-проектов, музыкальных вечеров и праздников. Стала известной как автор и исполнитель песен для детей. С 1962 года — на театральной сцене. С успехом играла в пьесах Стриндберга, современных итальянских драматургов, музыкальных комедиях. Дебют в кино — «Лазурный берег».
Широкую известность Паола Питагора получила как исполнительница ведущих ролей в фильмах: антифашистской картине Джило Понтекорво «Капо», в экранизации романа Н. Пратези «Бездорожье», Мария Магдалена в картине «Варавва», Лаура в экранизации романа Же. Лаборде «Убийцы во имя порядка». Удостоена Премии «Серебряная лента» за исполнение главной роли в ленте «Мы ничего о ней не знаем». Одна из лучших ролей Паолы Питагоры — Джулия в фильме-гротеске Марко Беллоккьо «Кулаки в кармане». Актриса создала характер противоречивый и неоднозначный. Пик популярности Паолы Питагоры пришёлся на 60-е — начало 70-х годов. Снималась во Франции у Анри Вернея, Жозе Джованни, Жан-Пьера Моки, Марселя Карне. С 1964 года активно снималась в сериалах и телефильмах. Успехом пользовались роли Питагоры в сериалах «Джонни 7» (1964-1965), Лючии Монделло в теледраме «I promessi sposi» и Джуди Адамсон в сериале «Андромеда». В 80-е — 90-е годы, в основном, снималась на ТВ. Исполнила роль директора клиники Джованни Медичи в сериале «Страсти по-итальянски». Эта роль вернула актрисе былую любовь зрителей и огромную популярность — в 2003 году поклонники сериала создали фан-клуб Паолы Питагоры.
Её дочь, Эвита Чири, также стала актрисой.

## Избранная фильмография

### Кинематограф
- 1959 — «Лазурный берег[итал.]»
- 1960 — «Мессалина, императрица Венеры[итал.]»
- 1960 — «Капо»
- 1960 — «Крикуны перед судом»
- 1961 — «Бездорожье»
- 1961 — «Хроника 22-го[итал.]»
- 1961 — «Варавва»
- 1962 — «Ночной террор» (итал. Il terrore di notte)
- 1963 — «Временная жизнь» (итал. La vita provvisoria)
- 1963 — «Девушки из хорошей семьи» (итал. Ragazze di buona famiglia)
- 1964 — «Горячая кожа» (итал. La calda pelle)
- 1965 — Выстрел в три четверти такта (нем. Schüsse im 3/4 Takt; Австрия)
- 1965 — «Кулаки в кармане»
- 1966 — «Простите, вы за или против?»
- 1967 — «Движущаяся мишень[итал.]»
- 1967 — «Как изменить жену» (англ. Come cambiar moglie) другое название — «Компаньоны Маргариты» (англ. Les Compagnons de la Marguerite)
- 1968 — «Дорогая Каролина[итал.]» (Италия—Франция—ФРГ)
- 1968 — «Девушка, которая не могла сказать „нет“[итал.]»
- 1969 — «Спасти лицо[итал.]» (Италия—Аргентина)
- 1969 — «Ничего не зная о ней[итал.]»
- 1969 — «В поисках Грегори[итал.]» (США—Италия)
- 1970 — Disperatamente l'estate scorsa
- 1970 — «Остановите Землю… Я сойду[итал.]»
- 1971 — «Полицейский» (англ. Policeman)
- 1971 — «Равноденствие[итал.]»
- 1971 — «Билет в одну сторону[итал.]»
- 1971 — «Расследование полицейского убийства[итал.]» (Франция—Италия)
- 1972 — «Профсоюзный деятель[итал.]»
- 1972 — «Настоящий и лживый[итал.]»
- 1973 — «Змей»
- 1973 — «Револьвер[итал.]»
- 1973 — «Настолько хрупкая, настолько жестокая любовь» (итал. Un amore così fragile così violento)
- 1974 — «Слуга[итал.]»
- 1979 — «Неаполитанская история любви и вендетты[итал.]»
- 1981 — «Помоги мне мечтать[итал.]»
- 1990 — «Убийцы попадают парами[итал.]»
- 1995 — «Через год в то же время[итал.]» (Италия—Франция—Бельгия)
- 1999 — «Non con un bang[итал.]»

### Телевидение
- 1967 — «Обручённые[итал.]» (ТВ-мини-сериал)
- 1972 — «Для Андромеды[итал.]» (ТВ-мини-сериал), ремейк одноимённого[итал.] британского мини-сериала.
- 1977 — «Какой бы ты ни был[итал.]» (ТВ-мини-сериал)
- 1980 — «Неожиданный гость[итал.]» (телефильм)
- 1986 — «Ателье» (телефильм)
- 1998—2007 — «Страсти по-итальянски» (телесериал)
- 2011 — «Круги на воде[итал.]» (телесериал)
- 2012—2013 — «Три розы Евы[итал.]» (телесериал)
- 2014 — «Годы разгрома[итал.]»

## Премии и награды
- 1970 — Премия «Серебряная лента» за лучшую женскую роль за роль в фильме «Ничего не зная о ней[итал.]».